# Drop Dead, Gorgeous
Drop Dead, Gorgeous fue una banda estadounidense de post-hardcore y metalcore formada en Denver, Colorado, en 2005. Esta banda publicó tres álbumes: In Vogue en 2006, Whorse Than A Fairy Tale en 2007, y The Hot n' Heavy en 2009. 
El 19 de agosto de 2011, Stillman había confirmado que DDG se encontraba en receso, porque todos ellos estaban con otros proyectos paralelos como ManCub,  The Bunny The Bear, Curses and It's Teeth.

## Discografía

### Álbumes de estudio
- In Vogue (Rise Records, 2006)
- Worse Than a Fairy Tale (Rise Records, 2007)
- The Hot N' Heavy (Suretone Records, 2009)

### EP
- Be Mine, Valentine (Rise Records, 2006)

## Integrantes
Ultima Alineación
- Danny Stillman - voz
- Kyle Browning - guitarra
- Jake Hansen - bajo
- Danny Cooper - batería
- Dan Gustavson - guitarra
- Jonathan Leary - teclados